# 2-й Новый переулок
Второ́й Но́вый переу́лок — небольшая улица в центре Москвы в Красносельском районе между Краснопрудной улицей и 1-м Новым переулком.

## Происхождение названия
Названия трёх Новых переулков известны с начала XX века и отражают более позднее возникновение переулков по сравнению с соседними улицами. Первоначальное название — 1—3-й переулки Сахацких — связано с тем, что здесь проживал участник Отечественной войны 1812 года, отставной капитан, кавалер ордена Святого Владимира Михаил Николаевич Сахацкий. Его потомки проживали здесь вплоть до 1917 года.

## Описание
2-й Новый переулок начинается от Краснопрудной улицы, проходит на юго-восток параллельно Нижней Красносельской улице, выходит на 1-й Новый переулок напротив 3-го Нового переулка.

## Здания и сооружения
- дом 3-5 — Центрального адм. округа Красносельский: ДЕЗ центральная диспетчерская, ЕИРЦ, РЭУ ОДС.
- дом 5 — Стоматологическая клиника «Saint-Dent Clinic»